# Cyclammina
Cyclammina, en ocasiones erróneamente denominado Cyclamina, es un género de foraminífero bentónico de la subfamilia Cyclammininae, de la familia Cyclamminidae, de la superfamilia Loftusioidea, del suborden Loftusiina y del orden Loftusiida. Su especie tipo es Cyclammina cancellata. Su rango cronoestratigráfico abarca desde el Paleoceno hasta la Actualidad.

## Discusión
Clasificaciones previas incluían Cyclammina en el suborden Textulariina del orden Textulariida o en el orden Lituolida.

## Clasificación
Se han descrito numerosas especies de Cyclammina. Entre las especies más interesantes o más conocidas destacan:
- Cyclammina amplectens
- Cyclammina cancellata
- Cyclammina elegans
- Cyclammina incisa
- Cyclammina rotundata
- Cyclammina rotundidorsata

Un listado completo de las especies descritas en el género Cyclammina puede verse en el siguiente anexo.
En Cyclammina se ha considerado el siguiente subgénero:
- Cyclammina (Reticulophragmium), aceptado como género Reticulophragmium